# Midnattsol
A Midnattsol egy norvég és német tagokból álló szimfonikus metal együttes. Habár a zenéjük leginkább a szimfonikus metal műfajába sorolható, az együttes jobban szereti a saját stílusát "Északi folk metal"-nak nevezni, a sok folk, vagyis népzenei jellegű elem miatt, és mert nagyon sok norvég nyelvű dalszöveget használnak. A szövegeik nagy részében pedig a norvég népmesék világából merítenek, a témáik sokszor azon alapszanak. 
Az első albumuk, a Where Twilight Dwells 2005-ben jelent meg, az új Nordlys című album pedig 2008. március 28-án.
A "midnattsol" norvég szó, a jelentése éjféli nap, ami egy érdekes természeti jelenség az északi országokban. 
Az énekesnő, Carmen Elise Espenæs nővére Liv Kristine, a Theatre of Tragedy és a Leaves' Eyes zenekarok egykori énekese. Liv 2017. december 14-én állandó énekesként csatlakozott a Midnattsolhoz.

## Diszkográfia

### Demók
Midnattsol - 2003

### Albumok
Where Twilight Dwells – 2005
Nordlys – 2008